# Fluorură de cesiu
Fluorura de cesiu este o sare a cesiului cu acidul fluorhidric. Este compusul cu cel mai mare grad de ionicitate, datorită diferenței mari de electronegativitate între cesiu și fluor.

## Obținere
Format:Fluoruri
1. ↑  „Fluorură de cesiu”, CESIUM FLUORIDE (în engleză), PubChem, accesat în 14 octombrie 2016